# Roskilde Ting- og Arresthus
Roskilde Ting- og Arresthus (opr. Roskilde Thing- og Arresthuus) fra 1878 er et bygningskompleks i Roskilde, der huser et fængsel og retslokaler til grundlovsforhør. Bygningen i nygotisk stil er tegnet af professor Vilhelm Petersen.

## Rettens historie
Fra starten fungerede bygningen som ting- og arresthus, samt dommerkontor for Voldborg, Tune og Ramsø herreder, samt Roskilde Stad.
I 1954 blev dommerkontoret flyttet til den bygning i Kornerups Vænge, der frem til 2007 husede politistationen. Ved opdelingen i 1963 af retskredsen til en byretskreds og en herredsretskreds, fik byretten indrettet kontorer i en eksisterende kontorbygning i Støden. Men i 1976 flyttede man til de nuværende lokaler på Helligkorsvej, dog valgtes det at bibeholde brugen af det gamle ting- og arresthus til grundlovsforhør og fængsel.
I dag anvendes den gamle retsbygning som frivilligcenter og den bagerste del er stadig arresthus.  
Arresthuset har plads til 25 indsatte og hører dermed til de mellemstore arresthuse i Kriminalforsorgen.